# فقد البروتين الشحمي بيتا من الدم
فقد البروتين الشحمي بيتا من الدم (بالإنجليزية: Abetalipoproteinemia)، أو متلازمة باسن-كورنزويغ (بالإنجليزية: Bassen-Kornzweig syndrome)، هو اضطراب نادر مسؤول عنه جين جسدي متنحي يتداخل مع الامتصاص الطبيعي للدهون، والفيتامينات القابلة للذوبان في الدهون من الطعام. وذلك بسبب طفرة في البروتين الناقل للدهون الثلاثية، مما أدى إلى نقص في صميم البروتينات الشحمية بيتا-48 و بيتا-100، التي تستخدم في تصنيع، وتصدير الكيلومكرونات، والبروتين الدهني منخفض الكثافة جدا على التوالي. ولا ينبغي الخلط مع شذوذ البروتين الشحمي البيتا العائلي في الدم.

## سمات المرض
يؤثر فقد البروتين الشحمي بيتا من الدم على امتصاص الدهون الغذائية، والكوليسترول، وبعض الفيتامينات. ولا يستطيع الناس الذين يعانون من هذا الاضطراب تصنيع بروتينات دهنية معينة (جزيئات تتكون من بروتينات متحدة مع كوليسترول، ودهون معينة تسمى الدهون الثلاثية)، مما يؤدي إلى نقص العديد من الفيتامينات، مثل: فيتامين أ، وفيتامين د، وفيتامين هـ، وفيتامين ك. ومع ذلك، فإن العديد من الآثار التي لوحظت تكون بسبب نقص فيتامين هـ على وجه الخصوص.

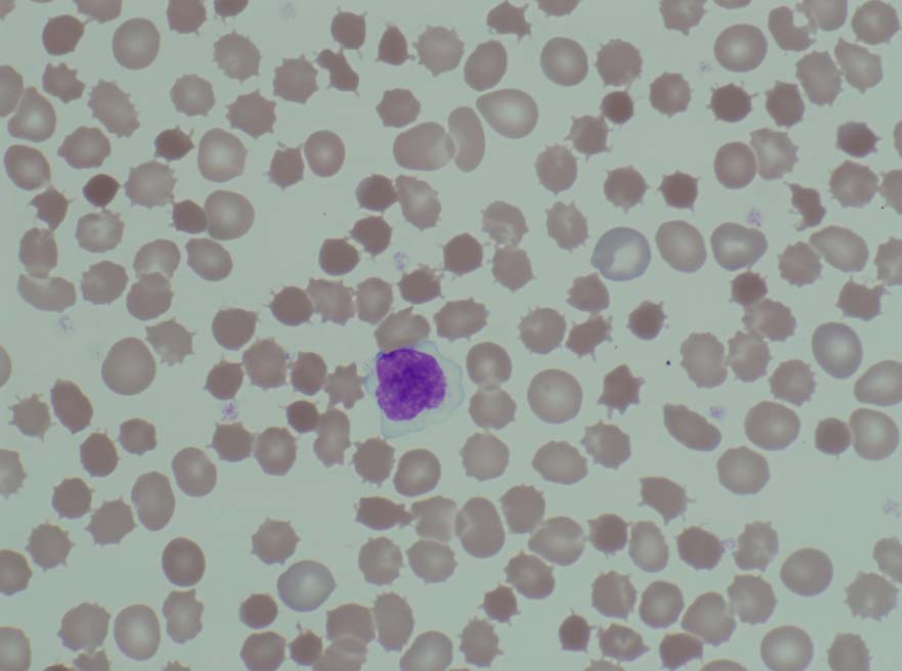
الخلايا المهمازية في مريض يعاني من فقد البروتين الشحمي بيتا من الدم

تظهر علامات وأعراض فقد البروتين الشحمي بيتا من الدم في الأشهر القليلة الأولى من الحياة (لأن ليباز البنكرياس يكون غير نشط في هذه الفترة). ويمكن أن يعاني المريض من الفشل في اكتساب الوزن، والفشل في النمو بالمعدل المتوقع، وإسهال، وتكون خلايا الدم الحمراء الشوكية غير طبيعية (كثرة الخلايا المهمازية)، ويكون البراز دهني كريه الرائحة (إسهال دهني). وقد يحتوي البراز على قطع كبيرة من الدهون و/ أو الدم. قد تتطور أعراض هذا الاضطراب في وقت لاحق في مرحلة الطفولة، وغالبا ما يضعف وظيفة الجهاز العصبي. فقد يعاني المريض من ضعف التنسيق العضلي، وصعوبة في التوازن والحركة (ترنح)، والتنكس التدريجي للشبكية (الطبقة الحساسة للضوء في العين الخلفية) التي يمكن أن تتطور إلى ما يقرب من العمى (بسبب نقص فيتامين أ، ريتينول). وقد يعاني الكبار في الثلاثينيات أو الأربعينات من صعوبة متزايدة في التوازن، والمشي. العديد من علامات وأعراض فقد البروتين الشحمي بيتا من الدم ناجمة عن نقص الفيتامينات الحاد، وخاصة نقص فيتامين هـ، والتي عادة ما تؤدي إلى مشاكل في العين مع تنكس المسار الشوكي المخيخي، والمسار العمودي الظهري.

## أعراض وعلامات

### الأعراض
في كثير من الأحيان سوف تظهر الأعراض التي تشير إلى أن الجسم لا يمتص أو يصنع البروتينات الدهنية التي يحتاج إليها. عادة ما تظهر هذه الأعراض بشكل جماعي، وهذا يعني أنها تحدث معا، في كل وقت. وتأتي هذه الأعراض على النحو التالي:
- الفشل في النمو في مرحلة الطفولة[5]
- إسهال دهني/ براز شاحب، ودهني[5][6]
- براز كريهة الرائحة[5]
- براز مزبد[5]
- جاحظ البطن
- تخلف عقلي، وتأخر في النمو
- خلل في الأداء التنموي يتضح عند سن العاشرة
- ضعف العضلات
- خطاب مبهم
- انحراف العمود الفقري جانبيا
- ضعف الرؤية التدريجي
- مشكلات التوازن، والتنسيق

### العلامات
- كثرة الخلايا المهمازية[5][7]
- التهاب الشبكية الصباغي
- نقص الكولسترول في الدم / انخفاض نسبة الكوليسترول في الدم[6]

## التشخيص
يتم أولا أخذ عينة من البراز، ولطاخة من الدم، وعمل لوحة للدهون أثناء الصيام، على الرغم من أن هذه الاختبارات ليست تأكيدية. وعلى الرغم من أن اختبار الوراثة ضروري للتشخيص، إلا أنه لا يتم عادة في البداية، لأن هذا المرض نادر الحدوث.
ويمكن رؤية كثرة الخلايا المهمازية على لطاخة الدم. وبما أنه لا يوجد استيعاب للكيلومكرونات، فإن مستوياتها في البلازما تبقى منخفضة.
يؤدي عدم القدرة على امتصاص الدهون في اللفائفي إلى إسهال دهني، أو دهون في البراز. لذا يمكن التشخيص إكلينيكيا عند وجود براز رائحة كريهة. كما أن المستويات المنخفضة من الكيلوميكرون في البلازما أيضا مميزة.
ويكون هناك غياب لصميم البروتينات الشحمية ب. ويمكن رؤية فراغات تحتوي على دهون في الخلايا المعوية في خزعة الأمعاء. قد يؤدي هذا الاضطراب أيضا إلى تراكم الدهون في الكبد (تشحم كبدي). لأن الخلايا الظهارية في الأمعاء تفتقر إلى القدرة على وضع الدهون على الكيلوميكرونات، فتتراكم الدهون على سطح الخلية، مما يؤثر على وظيفة الخلايا الضرورية للامتصاص السليم.

## وراثيا

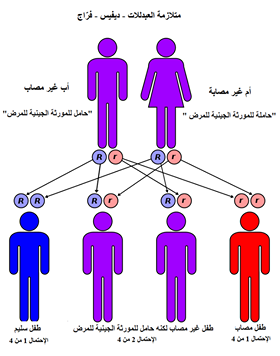
فقد البروتين الشحمي بيتا من الدم هو مرض وراثي مسئول عنه جين جسدي متنحي

وقد ارتبطت الطفرات في الجين المسئول عن بروتين نقل الدهون الثلاثية صغيرة الحجم مع هذه الحالة. (نقص صميم البروتين الشحمي ب هو حالة ذات الصلة، ترتبط مع أوجه القصور في صميم البروتين الشحمي بيتا). يوفر هذا الجين معلومات لصنع بروتين يسمى بروتين نقل الدهون الثلاثية صغيرة الحجم، وهو بروتين ضروري لتصنيع البروتينات الدهنية بيتا. هذه البروتينات الدهنية ضرورية لامتصاص الدهون، والكوليسترول، والفيتامينات القابلة للذوبان في الدهون من الغذاء، كما أنها ضرورية لنقل هذه المواد بكفاءة في مجرى الدم. تؤدي معظم الطفرات في هذا الجين إلى إنتاج بروتين نقل الدهون الثلاثية قصير بشكل غير طبيعي، مما يمنع التكوين الطبيعي للبروتينات الدهنية بيتا في الجسم. وتورث هذه الطفرات في نمط وراثي متنحي، مما يعني أنه لابد من وجود نسختين من الجين الغير طبيعي لإنتاج المرض.

## العلاج
يتكون العلاج عادة من اتباع نظام غذائي صارم، ينطوي على كميات هائلة من فيتامين هـ، يساعد فيتامين هـ الجسم على استعادة وإنتاج البروتينات الدهنية، التي يفتقر إليها الناس الذين يعانون من نقص البروتين الشحمي بيتا في الدم عادة. كما يساعد فيتامين هـ أيضا على الحفاظ على الجلد، والعينين أصحاء. وتشير الدراسات إلى أن العديد من الذكور المصابين سيواجهون مشاكل في الرؤية في وقت لاحق في الحياة. وعادة ما يعالج اضطراب التنسيق التنموي، وضعف العضلات بالعلاج الطبيعي أو العلاج المهني. كما أن التقليل من الأطعمة التي تحتوي على دهون ثلاثية أيضا مفيد.

## سير المرض
إذا بدأ العلاج في مرحلة مبكرة من المرض، قد تتراجع العواقب العصبية وقد يمكن منع المزيد من التدهور.

## وصلات خارجية
- فقد البروتين الشحمي بيتا من الدم على مرجع المكتبة الوطنية للطب الرئيسي لعلم الوراثة.

- AllRefer.com Bassen-Kornzweig syndrome
- David Alexander Leaf. "Abetalipoproteinemia:". Epocrates Online. مؤرشف من الأصل في 2019-12-10. اطلع عليه بتاريخ 2013-05-13.